# Jump Josefina, jump!
Jump Josefina, jump! is het 8ste stripverhaal van En daarmee Basta!. De reeks wordt getekend door striptekenaarsduo Wim Swerts & Vanas. Tom Bouden neemt de scenario's voor zijn rekening. De strips worden uitgegeven door de Standaard Uitgeverij. Het stripalbum verscheen in augustus 2008.

## Personages
In dit verhaal spelen de volgende personages mee:
- Joost, Stijn, Ruben, Bert, Patsy, Isa, Laura, Lester de Pester, Poreut, Raf

## Verhaal
Wanneer Joost en Laura een weddenschap verliezen met Stijn, moeten ze voor een dag lang als Josefina en Laurent door het leven. Joost wordt een meisje, en Laura wordt een jongen. Later belanden ze met Isa in een bar waar ook broer Ruben rondhangt. Gelukkig herkent Ruben Joost en Laura niet, die nu verkleed zijn als meisje en jongen. Nu dat Joost verkleed is als meisje profiteert hij hiervan om eens goed wraak te nemen voor het gepest van Ruben. Intussen is er in de stad ook een recordpoging jumpen. Patsy is door LTV gevraagd dit evenement te presenteren op televisie. Iedereen hoopt op een geslaagde recordpoging, maar met Joost en Ruben in de buurt zou dat weleens kunnen gaan tegenvallen.

## Foutje
- Op de cover zien we Joost met een blonde pruik, in de strip heeft hij echter een bruine pruik op.

## Trivia
- Poreut kwam al eerder voor in album 4.
- Op strook 4 vinden we aan een muur een poster van Zita, verwijzing naar stripreeks Bakelandt.
- Op strook 5 een verwijzing naar professor Gobelijn uit de Jommeke's stripreeks door middel van een plakkaat met als tekst, St.-Gobelijn-College. Later zien we ook de man, die verdacht veel op professor Gobelijn lijkt. (strook 7, 8)
- Op strook 28 zien we de dikke dame uit de De Kiekeboes-reeks opduiken.
- Als laatste verwijzing is er een aanrijding met een vrachtwagen, wonderwel zit striptekenaar Hec Leemans in deze vrachtwagen. (strook 29)